# Ada Wong
 (janvier 2019).
Si vous disposez d'ouvrages ou d'articles de référence ou si vous connaissez des sites web de qualité traitant du thème abordé ici, merci de compléter l'article en donnant les références utiles à sa vérifiabilité et en les liant à la section « Notes et références ».
Pour les articles homonymes, voir Wong.
Ada Wong (エイダ・ウォン, Eida Won) est un personnage de jeu vidéo de la saga des Resident Evil (« Biohazard » au Japon). C'est une espionne avec des compétences avancées en combat. Bien qu'elle soit mentionnée dans le tout premier Resident Evil dans une lettre adressée à « Ada » par « John », elle fait sa véritable première apparition dans Resident Evil 2 dans l'histoire de Léon S. Kennedy. Elle clame alors qu'elle recherche son fiancé, un chercheur de la société Umbrella répondant au nom de John, ce qui n'est naturellement qu'un prétexte. Son apparition majeure se fait dans Resident Evil 4, où elle rencontre à nouveau Leon six ans plus tard. 

## Biographie fictive
Peu de choses sont connues du passé ou des motivations d'Ada Wong. Ce que l'on sait, c'est qu'elle est une espionne employé par une société au nom inconnu, concurrente d'Umbrella, seulement référé par des appellations comme « l'Organisation » ou bien « l'Agence ». Cette mystérieuse société souhaite se procurer toutes sortes d'armes ou spécimens biologiques. Ada Wong est aussi une tueuse professionnelle qui manie avec une habileté déconcertante de nombreux types d'armes et de techniques de combats. Vraisemblablement, Ada a rejoint « l'Organisation » pour des raisons personnelles qui diffèrent de celles de sa compagnie, néanmoins elle n'a pas révélé ce qu'il en est.

### Les incidents du manoir Spencer (Resident evil 1)
Elle a été envoyée pour infiltrer le complexe de recherche situé dans les montagnes Arklay, plus précisément au sein du manoir des Spencer à Raccoon City. Là-bas, elle avait une liaison avec le nouveau chef des recherches, John Clemens, afin de collecter et de voler des informations pour sa compagnie. Néanmoins, John prenait sa relation avec Ada très au sérieux et a même utilisé son nom comme mot de passe de son ordinateur. Il s'est transformé en Zombie après l'incident du manoir. John a continué à croire en la véracité de sa liaison avec Ada jusqu'à sa mort, puisqu'avant de mourir, il avait écrit une dernière lettre pour elle, lui demandant de rassembler des preuves sur les expérimentations d'Umbrella afin de dévoiler la vérité au monde entier. Cette lettre sera retrouvée par Jill Valentine ou Chris Redfield. Ada n’apparaît pas dans le jeu vidéo, mais est juste mentionnée.

### Les incidents de Raccoon City (Resident Evil 2)
Deux mois plus tard, Ada avait reçu une autre mission de la part de l'organisation qui l'emploie. Cette fois, son objectif était de voler un échantillon du Virus G que possède William Birkin se trouvant à Raccoon City durant la propagation du Virus T.
Ada s'est rendue au département de la police de Raccoon pour trouver un journaliste répondant au nom de Ben Bertolucci, qui dit avoir des informations vitales sur la société Umbrella. Dans ses recherches au sein du bâtiment, elle rencontra l'officier survivant Léon S. Kennedy. Avec l'aide de Leon, tous deux furent capables de trouver Ben, qui s'est enfermé lui-même dans une cellule pour se protéger. Ben leur donna des informations en leur fournissant des documents détaillant la conspiration mêlant Brian Irons et William Birkin — le créateur du Virus G — mais il mourut, tué par une version mutée de Birkin.
Ada et Leon utilisèrent les égouts pour se sauver de la ville infestée. Ils coopèrent et Ada traita même une blessure de Leon après que celui-ci aura pris une balle pour elle (balle tirée par Annette Birkin). Ils trouvèrent un chemin qui mena au laboratoire souterrain d'Umbrella, mais avant qu'ils puissent rejoindre le laboratoire, Ada est blessée gravement par la version mutée de William Birkin. Ada est ensuite mortellement blessée lorsque Leon se confronta à Annette pour la dernière fois. Cependant, nous voyons dans l'épisode The Umbrella Chronicles qu'Ada parvient à retourner à l'hôtel avec l'échantillon prélevé sur William Birkin. Wesker par le biais d'un ordinateur, lui explique que Raccoon City va être détruite sous peu par un missile nucléaire, qu'un officier d'Umbrella va quitter la ville par hélicoptère et qu'elle doit absolument le prendre si elle veut s'en sortir vivante (tout en lui précisant qu'il veut surtout la revoir pour l'échantillon !). Ada parvient à prendre l'hélico après avoir échappé aux hordes de zombies, et après avoir affronté Mr. X et quitte Raccoon City. Dans l'hélicoptère, Sergei Vladimir discute avec un mystérieux individu portant un respirateur. Cet homme n'est autre que le fondateur de l'Umbrella Corporation, Ozwell Spencer.

### Evenements de Raccoon city 'bis (Resident Evil 2: Remake)
Les évènements du remake sont quasi identiques à ceux de l'original jusqu'à l'arrivée au laboratoire d'umbrella. Après avoir été blessée par la version mutante de William Birkin, Ada décide de rester dans le train qui les a amené en attendant que Leon aille chercher un échantillon du Virus G afin de pouvoir "révéler la vérité au monde entier". Après avoir récupéré l'échantillon, le laboratoire souterrain se met à s'auto-détruire pour empécher que celui-ci ne sorte du complexe.
Leon sera alors confronté par Annette Birkin, qui révèle à Léon qu'Ada n'est pas la femme qu'elle prétend être. Elle ne serait en effet pas un agent du FBI mais une mercenaire travaillant pour une firme pharmaceutique concurrente à Umbrella. Son but étant de récupérer l'échantillon afin de leur livrer. Après cette confrontation, Leon se remetta en route vers l'ascenseur qui lui permettrait de sortir du complexe.
Ada, qui l'attendait à l'ascenseur, demanda à Leon de lui donner l'échantillon. Ce que Leon refusa de faire. Il s'ensuit alors une confrontation entre les deux personnages. Ada pointa son arme sur Leon, lui demandant pourquoi il décidé de rendre les choses plus difficiles qu'elles ne le sont déjà. Alors que Leon commence à comprendre ce qui se passe et qu'aucune solution ne semble évidente, Ada se fait tirer dessus par Annette Birkin, qui a survécu après l'attaque de William Birkin. Ada tomba alors dans le vide, son sort restant un mystère jusqu'à la fin du jeu où Leon reçut un lance-missiles d'une source inconnue. Elle ne sera pas revue jusqu'à Resident Evil 4.

### Les incidents de Los Illuminados (Resident Evil 4)
Six ans après les événements de Raccoon City, Ada est envoyée dans un village renfermé en Espagne où Osmund Saddler, le leader de la secte "Los Illuminados", a pris possession des lieux après avoir infecté les villageois avec les plagas. De nouveau, sa mission est de voler un échantillon spécifique des plagas détenu par Saddler et que Luis Sera, un chercheur de Saddler, est censé voler pour elle. Pendant sa mission, elle rencontre une nouvelle fois Leon (elle était néanmoins au courant depuis le début de sa venue), qui a pour mission de sauver la fille du président, Ashley Graham, prisonnière de la même secte. Dans l'ombre, Ada donne son aide à Leon, elle est responsable de bon nombre de choses qui se produisent pour lui durant l'histoire. Bien que sa mission soit de retrouver l'échantillon principal des plagas, le premier objectif d'Ada est de suivre les ordres de la mystérieuse organisation pour laquelle elle travaille et qui conspire aussi contre Wesker. On peut ajouter que si Ada n'avait pas eu son rôle à jouer dans le dos de Leon, la mission de celui-ci aurait été un échec. Elle l'aide aussi durant certains combats et le sauve même de l'influence des plagas à laquelle il est exposé durant la mission (situation ironique : elle applique le conseil que Leon lui donne plus tôt sur le fait d'utiliser un couteau en combat rapproché). Un autre fait qu'Ada a accompli est la destruction d'un bateau de combat que les membres des Los Illuminados avaient à leur disposition.
Peu avant l'accomplissement de la mission d'Ada, elle est attaquée par ce qu'il reste de son coéquipier Jack Krauser, qui est maintenant complètement sous l'emprise des plagas, mais qui se trouve bien mal-en-point après sa défaite face à Leon. Ayant auparavant étudié son style et sa mutation avec une minutie calculée, Ada s'avère être un adversaire trop coriace pour Krauser, qui finit par se faire tuer, et certainement pour de bon car son parasite se rétracte de façon significative. Ensuite, Ada couvre Leon et Ashley, leur permettant de s'échapper de Saddler en bloquant le passage, et ainsi enfermant Ada et Saddler dans le même pièce. Un combat se met alors en place. Ada parvient à mettre Saddler au sol, mais c'est sans compter le pouvoir du maître des plagas, qui profite de l'inattention d'Ada pour l'assommer. L'utilisant par la suite comme appât pour piéger Leon, Saddler est perturbé de voir un Leon manifestement insensible à sa mainmise sur les parasites. Il se rend compte que Leon a trouvé le moyen de neutraliser le plaga. Leon en profite pour libérer Ada, ligotée et étourdie. Le combat final entre les deux titans se termine lorsqu’Ada envoie in-extremis à Leon un lance-roquettes à ogive spéciale, afin qu'il puisse en finir définitivement.
Saddler mort, Ada oblige Leon, sous la menace d'une arme, à lui remettre le tant convoité échantillon-majeur des plagas, et se prépare à s'enfuir avant que toute la zone ne soit détruite. De puissants explosifs ont en effet été placé à des points stratégiques de l'île, soit par Ada, soit par une équipe d'Albert Wesker. Après être montée dans un hélicoptère de l'Organisation et juste avant de partir, elle donne à Leon un moyen d'évasion pour lui et Ashley (alors que ses ordres auraient dû la faire agir de façon à éviter que Leon ne survive). Pendant qu'elle quitte les lieux en fixant l'horizon, elle pense sans équivoque que malgré le fait que sa véritable mission soit un succès, la bataille entre Wesker et l'Organisation ne fait que commencer.
Ada a donc en sa possession l'échantillon principal des plagas, le but de sa mission, permettant aussi au plan de Wesker de faire un pas en avant pour la résurrection d'Umbrella Corporation. Mais Wesker a des doutes sur la loyauté d'Ada; il n'est pas dupe et l'espionne l'a très bien compris. Suivant les ordres de l'Organisation, Ada double Wesker et prévoit de lui envoyer un faux échantillon. Elle sait néanmoins que Wesker pourrait bien lui aussi réserver des surprises.
Note : Elle est jouable dans le mode de jeu "Separate Ways" si le joueur termine l'aventure principal de Léon, et dans "Assignement Ada", une série de niveaux sans lien avec l'histoire principale du jeu et elle a pas de poignard et ce sera difficile dans cette histoire.

### Resident Evil: Damnation
Dans le film d'animation, Ada est envoyée comme espionne à la République Slave de l'Est. Elle se présente au gouvernement, notamment à Svetlana Belikova, comme agent du BSAA. Son but est d'enquêter sur les armes biologiques développées par les terroristes locaux. Ainsi, elle retrouve Leon en un tête à tête nocturne dans la ville dévastée.
Svetlana découvrira qu'Ada est une espionne et la menacera. Après un combat au corps à corps, Ada se fera emprisonner dans une pièce, attachée au plafond. Mais c'était sous-estimer l'équipement d'Ada qui, après avoir déboîté un de ses talons, en avoir sorti une lame et tranché ses liens, s'échappe. Avec Leon, elle découvrira l'exploitation d'armes biologiques : une gigantesque ruche de larves. Dans la mêlée, Ada disparaîtra et on la découvrira dans l'une des dernières scènes du film : elle s'adresse par l'intermédiaire d'un ordinateur à un homme. Elle lui annonce qu'elle a pris une larve (un échantillon) mais ne sait pas encore si elle la lui donnera. L'homme lui proposera alors de l'aider dans sa réputation. Ada déclinera poliment l'offre en disant qu'elle aime l'idée d'ajouter un mandat d'arrêt international à son CV, avant d'éteindre l'ordinateur.

### Les évènements deResident Evil 6
Ada Wong est un personnage important de Resident Evil 6. On la croise surtout dans l'histoire de Leon mais elle possède sa propre campagne. Son scénario est plus difficile que Léon et Héléna, Chris et Piers, Sherry et Jake. Car elle est seule.
Le laboratoire sous-marin :
Ada est contacté par Derek Simmons et lui apprend qu'il possède des informations sur elle et l’existence d'un laboratoire sous-marin appartenant à Neo-Umbrella où quelque chose s'y trouvant pourrait l'intéresser. Ada, poussée par sa curiosité, décide de se rendre dans ce laboratoire.
Là-bas, Ada découvre un enregistrement audio datant de 6 mois où elle reconnaît sa voix. Avant de quitter le laboratoire qui est sur le point d’exploser, elle est recontactée par Derek Simmons qui lui apprend qu'une attaque bioterroriste va avoir lieu sur les États-Unis, la Chine et toutes les plus grandes villes du monde et qu'il lui ferait porter le chapeau. Ada se rend donc à Tall Oaks aux États-Unis pour continuer son enquête et trouver des réponses.
Tall Oaks (États-Unis) :
Arrivé à Tall Oaks, Ada se rend compte que Leon S. Kennedy est aussi impliqué dans l'affaire avec Helena Harper (it). Elle les aidera à venir à bout de Déborah, la sœur d'Helena devenue un monstre dans les profondeurs des grottes de Tall Oaks.
Ada découvrit un autre laboratoire dans les sous-sols de la cathédrale de Tall Oaks où des milliers de cobayes humains étaient retenus. Elle y trouva également un enregistrement vidéo sur lequel elle vit un clone d'elle-même émerger d'un cocon ainsi que Derek Simmons. Ada comprit alors que la personne qui l'avait contacté n'était pas Derek Simmons mais son propre clone : Carla Radames.
Waiyip (Chine) :
Ada se rendit donc en Chine où une attaque bioterroriste venait d'être déclarée comme aux États-Unis pour rencontrer son clone, mais Chris Redfield la tenant pour responsable du meurtre de ses hommes (meurtres en fait perpétrés par Carla Radames) l'a poursuivie sans relâche jusqu'à ce que Carla ne meurt abattue par les hommes de Derek et ne tombe dans le vide devant leurs yeux.
Ada se rendit auprès du cadavre de Carla et lui parla jusqu'à ce que cette dernière ne se réanime à l'aide du Virus C ; elle tenta de la tuer après lui avoir dévoilé ses plans et s'être transformé en monstre. Ada découvrit en s’échappant qui était Carla Radames à l'aide de documents et d'un enregistrement se trouvant dans un bureau.
Ada réussira finalement à échapper à Carla et à s'enfuir par hélicoptère pour aider Leon face aux hordes de Zombies et à Derek C. Simmons transformé en monstre à cause de Carla Radames.
Après avoir tué Simmons avec l'aide de Leon et Helena, Ada découvrit enfin le fin mot de l'histoire et détruisit un laboratoire dans lequel se trouvait un autre cocon contenant un autre de ses clones, puis repartit pour une prochaine mission.

## Relation avec Leon S. Kennedy
Dans Resident Evil 2, Ada avoue être tombée amoureuse de Leon avant de "mourir". Un des commentaires d'Albert Wesker, sur les évènements de Resident Evil 2, concerne Ada Wong : Son amour pour Leon l'a conduite à la mort. Par la suite, Ada est sauvée par Wesker qui lui donne une chance de s'échapper de Raccoon City si elle lui apporte le Virus G. D'ailleurs, si le joueur joue le rôle de Leon dans le « scénario B » du jeu, après qu'Ada se blesse gravement, Leon la prendra dans ses bras et l'embrassera juste avant qu'elle ne meure.
Il est évident que dans Resident Evil 4, Ada a des sentiments profonds envers Leon (montrés plus précisément dans le mode Separate Ways). Agissant dans l'ombre comme un ange gardien pour Leon sans pour autant que cela soit les ordres qu'elle ait reçus, elle semble très sincèrement concernée et inquiète pour la sécurité de celui-ci, ce qui la conduit à sauver Leon à plusieurs reprises.
Un autre fait marquant qui suit cette idée est montré lorsqu'elle désobéit à un ordre donné, assassiner Leon, jugé trop dangereux puisqu'il en sait trop, d'autant plus qu'il fût un survivant des incidents ayant eu lieu à Raccoon City. Au contraire, elle met sa vie en péril une nouvelle fois dans l'intention de le sauver .
Ces sentiments sont réciproques puisqu'à la fin de Resident Evil 4, et cela malgré la tournure qu'a pris la situation entre les deux peu avant, Leon Kennedy conclut qu'Ada « est une partie de lui qu'il ne peut oublier ».
Dans Resident Evil 6, Ada retrouve Léon et même s'ils ont une relation ambiguë, ils éprouvent des sentiments toujours aussi profonds l'un envers l'autre, ce qui est démontré par leurs actes à la fin du jeu. Léon récupère d'ailleurs un objet d'Ada en promettant de lui remettre dans le futur.

## Apparence physique et garde-robe
Ada Wong, de par son nom et sa morphologie (bien que cela ne soit pas certifié), semble être d'origine chinoise, aux allures gracieuses et élégantes. Les vêtements qu'elle porte vont parfaitement de mise avec l'archétype et le style de la belle tueuse ou de la femme fatale. Sa couleur prédominante est le rouge. Deux de ses trois vêtements revêtus sont à prédominance rouge (le seul vêtement noir qu'elle porte est sa tenue d'infiltration). Durant le face à face entre Leon S. Kennedy et Jack Krauser dans Resident Evil 4, lorsqu'Ada entre en scène, elle est qualifiée par Jack Krauser de « la poufiasse en robe rouge », ce qui montre que sa couleur symbolique, le rouge, est connue de tous.
Dans Resident Evil 4, Ada Wong porte une longue robe rouge fendue avec un design chinois de papillons la recouvrant et un très long ruban noir porté autour de son cou qui tombe jusqu'à son dos. Dans le mode de jeu Ada Assignment, elle porte une tenue d'infiltration bien plus professionnelle: une combinaison en cuir noire agrémentée d'un gilet pare-balles, de nombreux holsters, de bottes à talons hauts et de gants. Elle porte un papillon rouge sur l'épaule de sa combinaison. Cet insigne semble être sa signature personnelle comme il l'est sur sa fameuse robe rouge. Le papillon est souvent vu comme le symbole d'une renaissance en quelque chose de magnifique ou/et libre, il est possible que cette idée colle avec le mystérieux passé d'Ada.
Dans le remake de Resident Evil 4, elle porte un long pull rouge, un collant et une longue paire de bottes à talons noirs
Dans Resident Evil 6, Ada Wong porte une chemise rouge agrémentée d'un Holster noir, d'un pantalon en cuir noir ainsi que des bottes à talons également noirs et de longs gants en cuir noir, alors que Carla Radames, son sosie par la grâce de la chirurgie esthétique, plus élégante, porte une robe mauve accompagnée d'une écharpe rouge et des boucles d'oreilles ainsi que des bottes à talons noirs.

## Symbolique
De nombreux symboles sont mis en parallèle avec Ada Wong, de même que pour sa relation avec Leon S. Kennedy. Le plus connu de tous reste celui mentionné auparavant : le motif du papillon. Généralement, les papillons ont une valeur de renaissance ou bien de liberté qui colle parfaitement avec l'histoire d'Ada. Après avoir échappé de justesse aux griffes de la mort, elle semble ainsi renaître émotionnellement comme il est dit dans son fichier épilogue disponible dans Resident Evil 3. Également, dans la mythologie japonaise, il est dit que les papillons mènent à des choses intéressantes lorsque l'on les suit, ce qui rappelle la tendance qu'a Leon à suivre Ada pour pouvoir découvrir la vérité.
La couleur symbolique d'Ada, le rouge, a aussi d'autres valeurs. Le rouge est associé à la passion, l'amour et la détermination dans ses diverses formes. Le rouge est aussi une couleur prédominante dans les vêtements chinois, ce qui encore une fois pourrait coller avec les origines ethniques d'Ada. Ce qui est peut-être le plus intéressant est le parallèle que l'on peut faire avec les couleurs de Leon. La couleur plutôt associée à Leon est le bleu, dans Resident Evil 2, son uniforme des RPD est recouvert de bleu et dans Resident Evil 4, ses vêtements sont beaucoup plus sombres mais on remarque néanmoins les présences du noir, du gris et bien sûr du bleu (à noter qu'il s'agit de la couleur des yeux de Leon). Le bleu sur Leon est toujours présent, il est simplement plus sombre et plus sobre pour coller avec les changements du personnage. Le rouge et le bleu sont des couleurs que l'on associe souvent. Ce sont deux couleurs primaires; mais il est important de savoir que dans les mariages traditionnels chinois, la mariée porte toujours du rouge et le marié généralement du bleu.

## Au cinéma

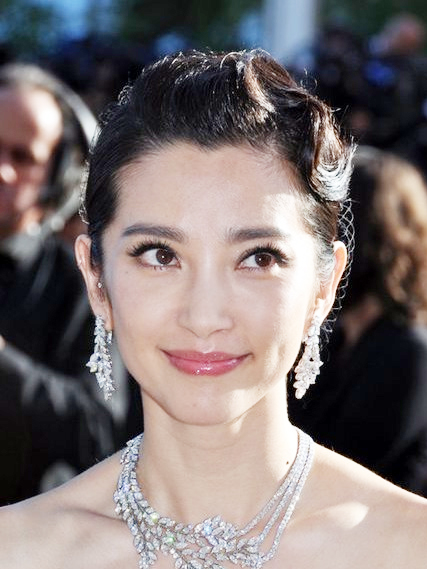
Li Bingbing, interprète d'Ada Wong au cinéma.

- Dans la série de films, Ada est interprétée par l'actrice Li Bingbing[2].
- Ada Wong fait sa première et unique apparition dans le cinquième volet de la série intitulé Resident Evil: Retribution. Dans le film, son personnage est connu pour être le meilleur agent de Umbrella. Elle et Wesker ont fui la compagnie devenu incontrôlable pour s'allier avec les derniers humains encore en vie. Elle est chargée par Wesker de retrouver Alice, le personnage principal de la série de films, fait prisonnière par la Reine Rouge et de la ramener à Washington, siège de la résistance. Leon S. Kennedy et quelques hommes d'un escadron envoyé par Wesker viendront l'appuyer dans sa mission. Elle réussit sa mission et rejoint Wesker à Washington avec Alice et l'escadron à la fin du film. Wesker leur annonce que la Reine Rouge vient de lancer une attaque contre la Maison Blanche et que le groupe va devoir affronter une vague d'armes biologiques plus puissante que jamais.
- Dans le sixième et dernier volet de la série, Resident Evil : Chapitre final, Ada n'apparait pas mais le film reprend après l'attaque de Washington. On apprend que Wesker avait fait semblant de rejoindre la résistance pour attirer Alice dans la Maison Blanche et la tuer pendant l'attaque. Alice est la seule survivante, ce qui laisse entendre qu'Ada est morte pendant l'attaque.
- Elle fait une apparition à la fin de Resident Evil : Bienvenue à Raccoon City, où elle est interprétée par Lily Gao.